# Засухин, Анатолий Николаевич
Засухин Анатолий Николаевич (1866—после 1916) — офицер Российского императорского флота, участник Русско-японской войны, старший офицер канонерской лодки «Кореец», участник боя у Чемульпо, Георгиевский кавалер, капитан 1 ранга.

## Биография
Засухин Анатолий Николаевич родился 1 апреля 1861 года. В службе с 1879 года. В 1882 году окончил Морское училище и произведён в прапорщики Корпуса флотских штурманов. В 1890 году окончил в Санкт-Петербурге Николаевскую морскую академию, в 1896 году — Минный класс в Кронштадте и был зачислен в минные офицеры 1 разряда. В 1903 году был назначен старшим офицером мореходной канонерской лодки «Кореец».

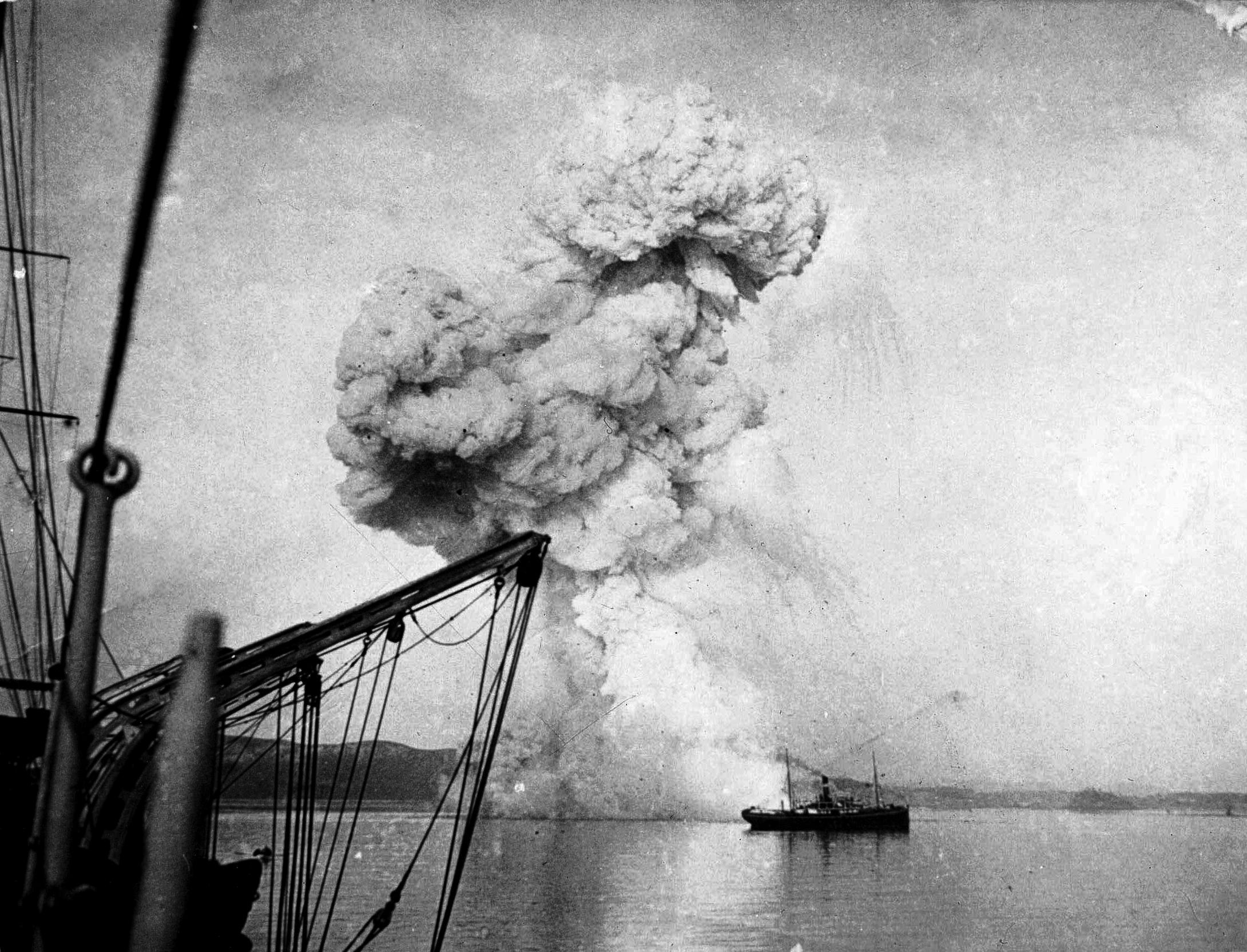
Подрыв «Корейца». 1904 г.

Перед началом Русско-японской войны 1904—1905 годов крейсер 1-го ранга «Варяг» и канонерская лодка «Кореец» находились в нейтральном корейском порту Чемульпо. 1 января 1904 года произведён в капитаны 2 ранга, 12 января того же года назначен старшим офицером эскадренного броненосца «Петропавловск», но в связи с нахождением в Чемульпо и последующими за этим событиями в должность вступить не смог.
27 января (9 февраля) 1904 года крейсер «Варяг» и канонерская лодка «Кореец» приняли неравный бой у Чемульпо с кораблями японской эскадры. Весь экипаж лодки проявил храбрость и самоотверженность во время боя. После того как «Кореец» был взорван на рейде Чемульпо, экипаж канонерской лодки на французском крейсере «Паскаль» был доставлен в Сайгон, а позже вернулся в Россию.
За отличие в бою с японской эскадрой высочайшим приказом капитан 2 ранга Засухин 23 февраля 1904 года был награждён орденом Святого Владимира 4-й степени с мечами и бантом, а 16 апреля 1904 года — орденом Святого Георгия 4-й степени за бой «Варяга» и «Корейца» с эскадрой адмирала Уриу.
15 марта 1904 года назначен командиром миноносца «Пронзительный» Балтийского флота, но вскоре был переведён на Черноморский флот, и 19 апреля 1904 года назначен старшим офицером учебного судна «Березань». Затем, в 1904—1905 годах командовал миноносцем «Окунь», а с апреля 1906 по май 1908 года — вновь миноносцем «Пронзительный». 15 декабря 1908 года уволен от службы с производством в капитаны 1 ранга. Состоял по морскому ополчению Таврической губернии. Проживал в г. Севастополь. По вольному найму служил в должности заведующего инструментальной камерой (на 1916 год).
Засухин Анатолий Николаевич был женат. Жена Екатерина Григорьевна умерла в апреле 1915 года от хронического воспаления почек, погребена на общем городском кладбище в Севастополе.

## Награды
Засухин Анатолий Николаевич был награждён орденами и медалями Российской империи:
- орден Святой Анны 3-й степени (06.12.1901);
- орден Святого Владимира 4-й степени с мечами и бантом (23.02.1904);
- орден Святого Георгия 4-й степени (16.04.1904);
- орден Святого Станислава 2-й степени (17.04.1905);
- серебряная медаль «В память царствования императора Александра III» (1896);
- серебряная медаль «За бой „Варяга“ и „Корейца“» (1901).